# Mycetophila autumnalis
Mycetophila autumnalis är en tvåvingeart som beskrevs av Lundstrom 1909. Mycetophila autumnalis ingår i släktet Mycetophila och familjen svampmyggor. Arten är reproducerande i Sverige. Inga underarter finns listade i Catalogue of Life.